# St. Peter und Paul (Rauenberg)

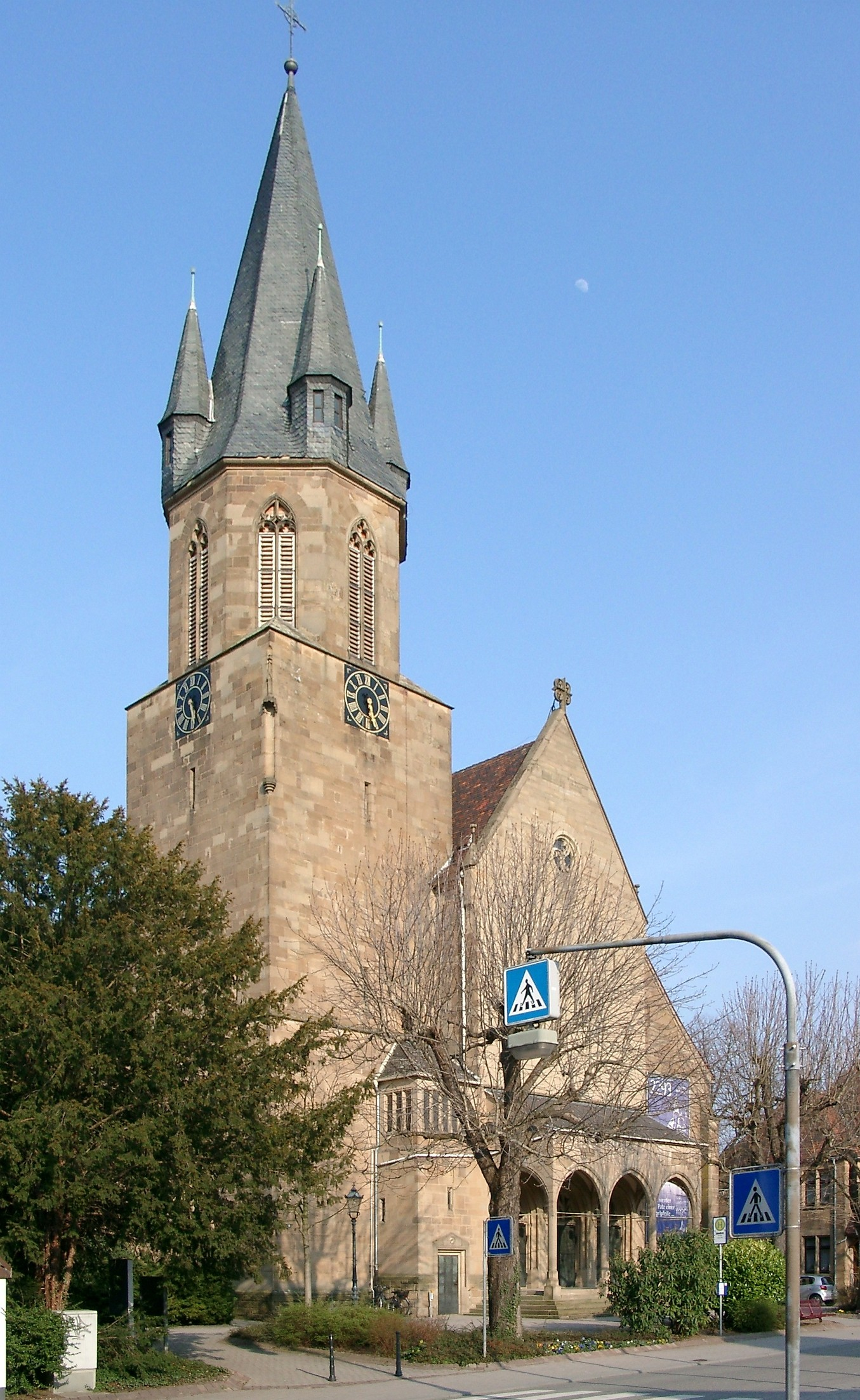
St.-Peter-und-Paul-Kirche

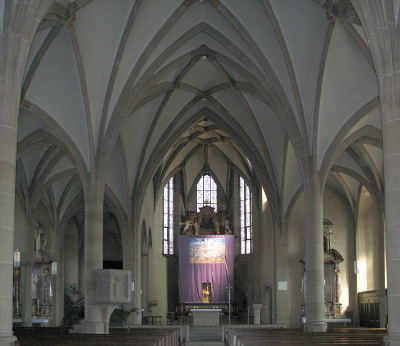
Innenraum

Die St.-Peter-und-Paul-Kirche ist eine katholische Kirche in Rauenberg im Rhein-Neckar-Kreis im Nordwesten Baden-Württembergs. Sie wurde zwischen 1907 und 1910 nach den Plänen von Johannes Schroth im neugotischen Stil erbaut. Wegen ihrer Größe trägt sie den Beinamen „Dom des Angelbachtals“.

## Geschichte
Rauenberg entstand aus den zwei Siedlungen Ruhenberg, erstmals im Jahr 1303 genannt, und Wedersweiler, wo 1346 eine Pfarrei erwähnt wurde. Um 1400 wurde das alte Rauenberg aufgegeben und Wedersweiler nahm seinen Namen an. Aufgrund dieser Entstehungsgeschichte hatte Rauenberg mehrere Ortsherren, darunter den Bischof von Speyer, die sich die Herrschaft teilten. Trotz des Kondominats konnte der Bischof aber die Einführung der Reformation verhindern. Erst 1677 erwarb das Hochstift Speyer den Ort komplett.
1513 wurde zum ersten Mal das Patrozinium St. Peter und Paul erwähnt. Bischof Damian Hugo wollte 1743, vermutlich im Zusammenhang mit dem benachbarten Schlossbau, eine neue Kirche in Rauenberg errichten, obwohl er nicht die Baupflicht hatte. Dazu kam es aber nicht, stattdessen wurde die Kirche erweitert. Ende des 19. Jahrhunderts war die Kirche für die gewachsene Bevölkerung zu klein geworden und so sollte die Kirche erneut erweitert werden. Das erzbischöfliche Bauamt Karlsruhe kam aber zu dem Schluss, dass dies nicht möglich sei, und so entschloss man sich zu einem Neubau. 1907 wurde der Grundstein gelegt. Drei Jahre später war die neue Kirche fertiggestellt und am 16./17. Juni 1910 wurde sie vom Freiburger Erzbischof Thomas Nörber geweiht. 1958 und 1985 wurde die Kirche innen renoviert. Zum 100-jährigen Jubiläum 2010 fand eine Außenrenovierung statt. Die Pfarrgemeinde gehört seit 2015 der Seelsorgeeinheit bzw. Kirchengemeinde Letzenberg an, zu der die katholischen Gemeinden der Orte Malsch, Malschenberg, Mühlhausen mit Tairnbach, Rauenberg, Rettigheim und Rotenberg gehören.

## Beschreibung

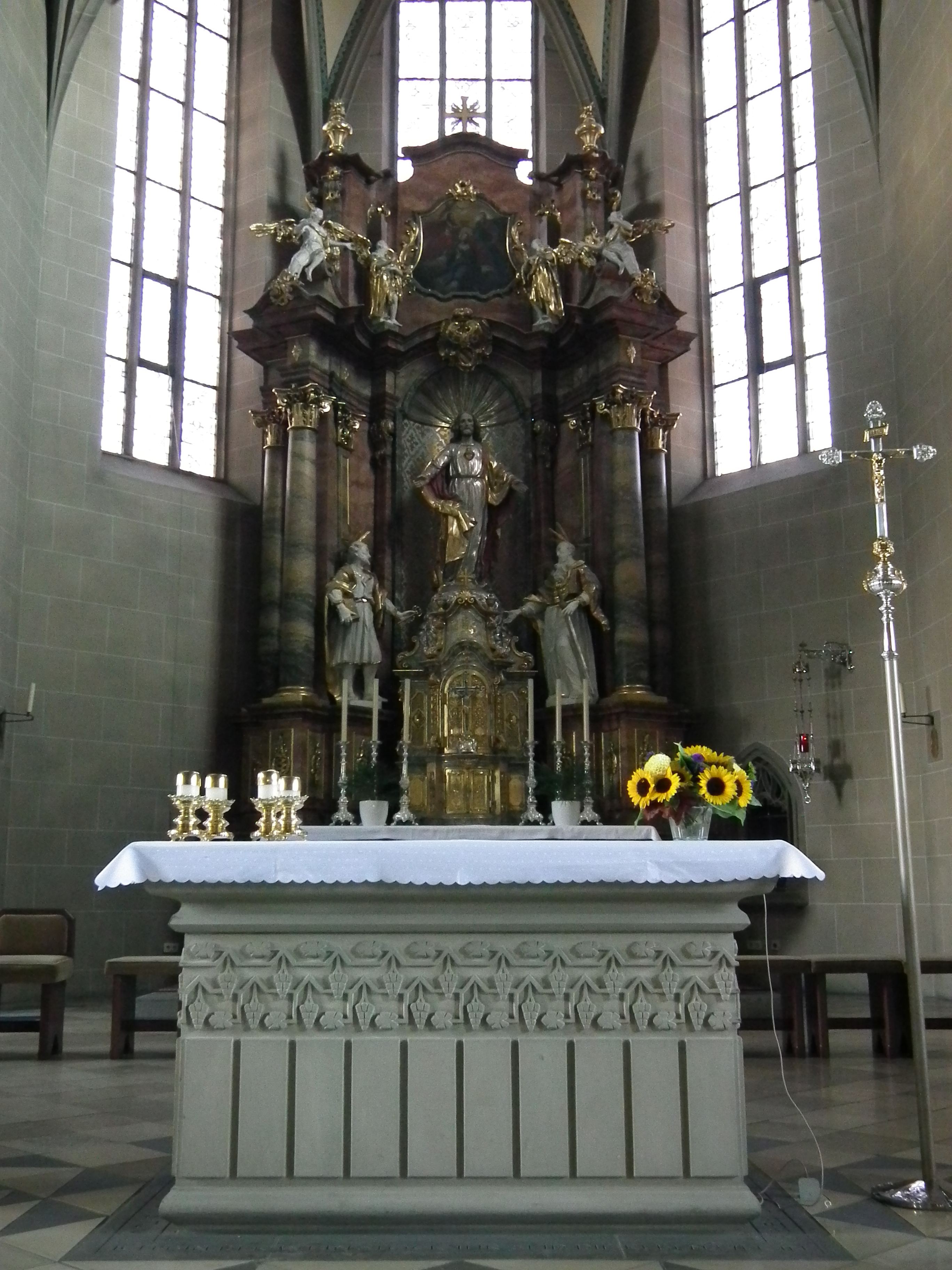
Hochaltar, davor der Zelebrationsaltar

Die St.-Peter-und-Paul-Kirche steht im Zentrum von Rauenberg gegenüber vom Rathaus. Die dreischiffige Hallenkirche aus Sandsteinquadern ist 48 Meter lang und 22 Meter breit. Der an die Westecke gesetzte Kirchturm mit seinem achteckigen Glockengeschoss und den Ecktürmchen um das Zeltdach ist 46 Meter hoch. Unter dem polygonalen Chor befindet sich eine Unterkirche. Bei der Kirche steht eine Kreuzigungsgruppe aus dem Jahr 1775.
Die Kreuzrippengewölbe im Innern waren bis 1958 mit Rankornamenten verziert. In der Marienkapelle wurde diese Bemalung 1985 restauriert. Der barocke Hochaltar stammt noch aus der Vorgängerkirche. Er besitzt ein marmoriertes Säulenretabel. Im Zentrum befindet sich Jesus, ihm zur Seite gestellt die beiden Patrone Petrus und Paulus. Die Seitenaltäre sind Josef und Antonius von Padua gewidmet. Ebenfalls aus der alten Kirche wurden der spätbarocke Taufstein, eine Madonna aus dem späten 18. Jahrhundert und der Grabstein von Melchior von Talheim von 1580 übernommen.

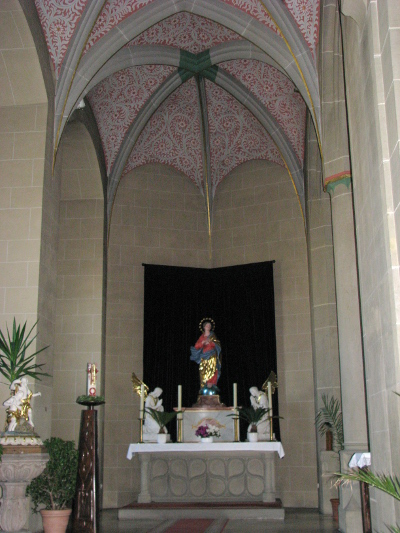
Marienkapelle
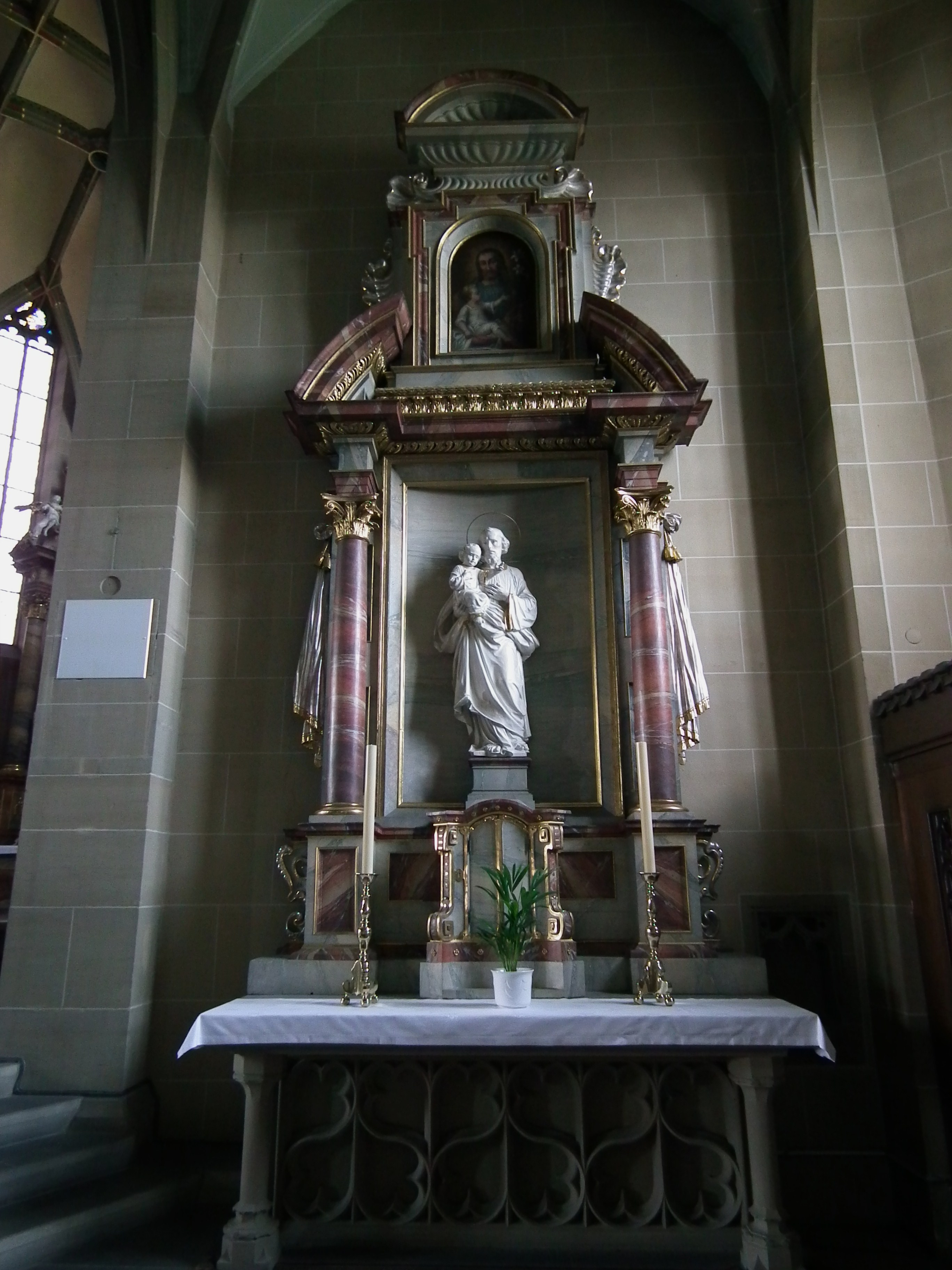
Josefsaltar
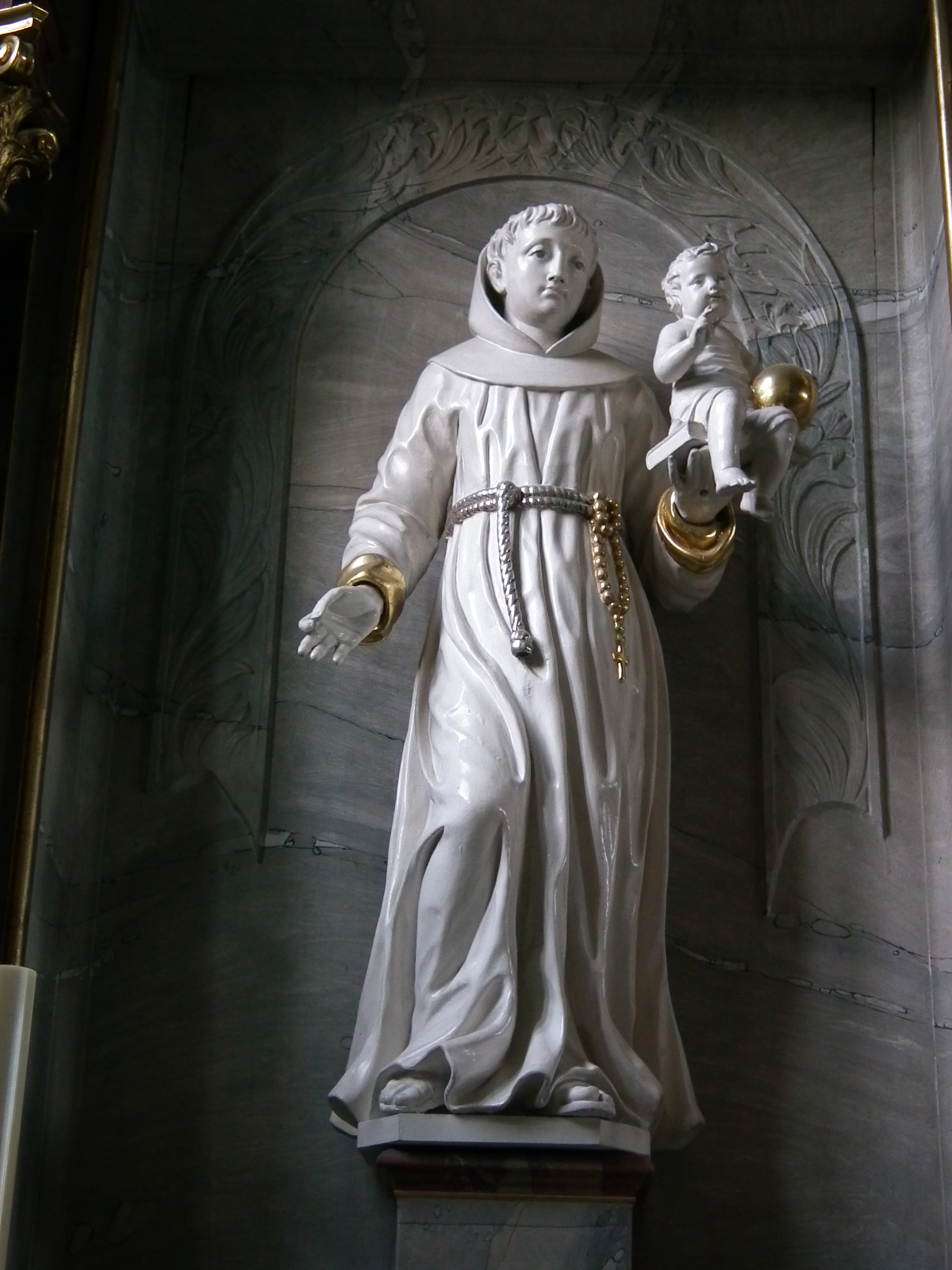
Antonius von Padua
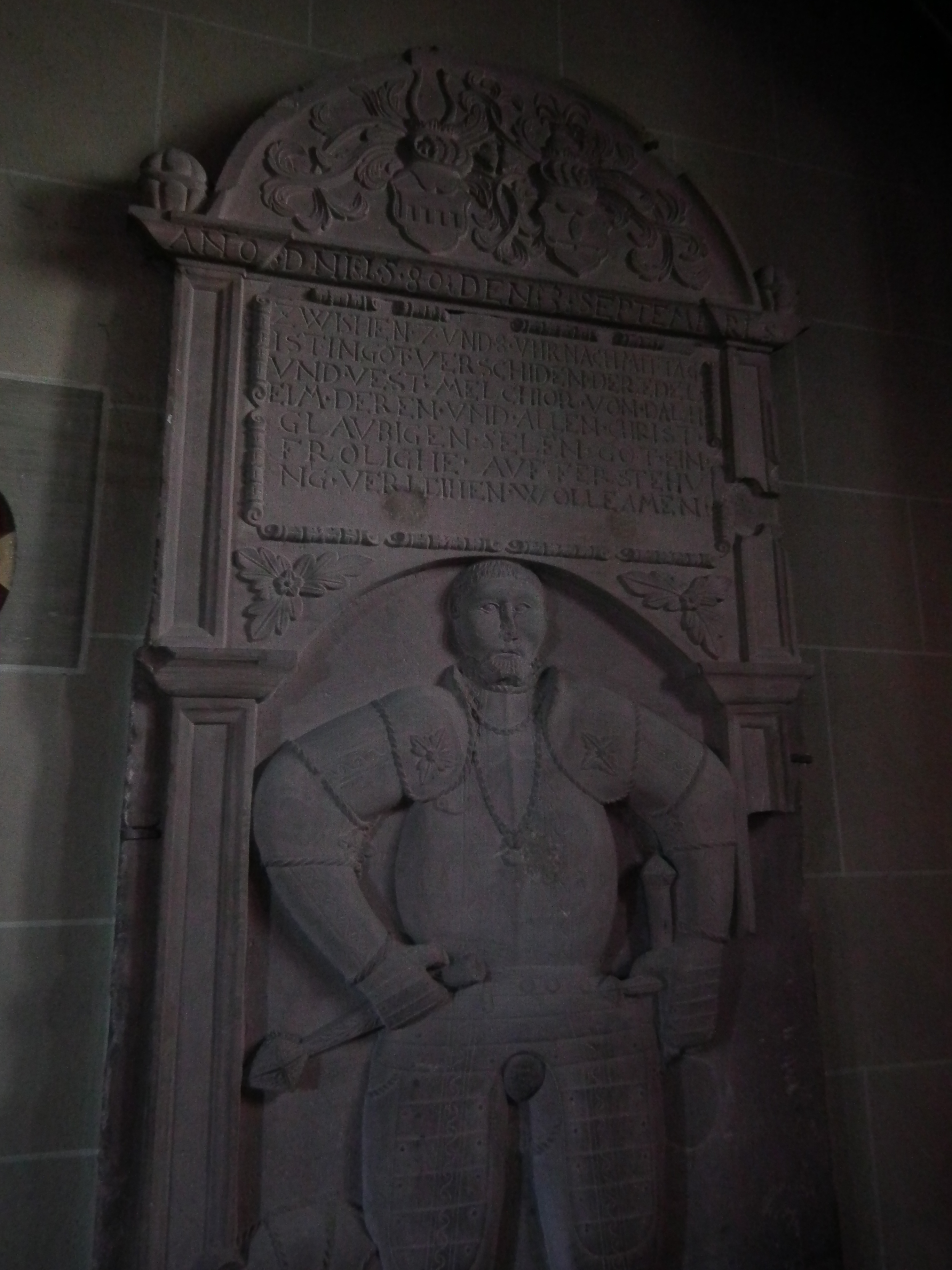
Grabstein

## Orgel
Die Orgel wurde 2005 von Karl Göckel erbaut. Das Instrument hat 35 Register (2.293 Pfeifen) auf drei Manualen und Pedal. Drei Register des Pedals sind extendierte Register. Die Spieltrakturen sind mechanisch, die Registertrakturen (mit elektronischer Setzeranlage) und Koppeln sind elektronisch.
| I Grand Orgue C–a3 |                  |     |
| 1.                 | Corno dolce      | 16′ |
| 2.                 | Principal        | 8′  |
| 3.                 | Gemshorn         | 8′  |
| 4.                 | Flûte harmonique | 8′  |
| 5.                 | Prestant         | 4′  |
| 6.                 | Doublette        | 2′  |
| 7.                 | Mixtur V-VI      | 2′  |
| 8.                 | Cornet III-V     |     |
| 9.                 | Trompette        | 8′  |

| II Positif C–a3 |                |       |
| 10.             | Bourdon        | 8′    |
| 11.             | Salicional     | 8′    |
| 12.             | Prestant       | 4′    |
| 13.             | Rohrflöte      | 4′    |
| 14.             | Sesquialter II |       |
| 15.             | Flageolet      | 2′    |
| 16.             | Larigot        | 1 ⁄3′ |
| 17.             | Mixtur III-IV  | 1 ⁄3′ |
| 18.             | Cromhorne      | 8′    |
|                 | Tremulant      |       |

| III Récit C–a3 |                   |        |
| 19.            | Gambe             | 8′     |
| 20.            | Flûte traversière | 8′     |
| 21.            | Bourdon           | 8′     |
| 22.            | Voix céleste      | 8′     |
| 23.            | Flûte octaviante  | 4′     |
| 24.            | Nazard            | 2 ⁄3′  |
| 25.            | Octavin           | 2′     |
| 26.            | Tierce            | 1 3⁄5′ |
| 27.            | Basson            | 16′    |
| 28.            | Trompette harm.   | 8′     |
| 29.            | Hautbois          | 8′     |
|                | Tremulant         |        |

| Pedal C–f1 |                         |     |
| 30.        | Flûte (Ext. Nr. 31)     | 32′ |
| 31.        | Flûte                   | 16′ |
| 32.        | Soubasse                | 16′ |
| 33.        | Flûte (Ext. Nr. 31)     | 8′  |
| 34.        | Bombarde                | 16′ |
| 35.        | Trompette (Ext. Nr. 34) | 8′  |

- Koppeln: II/I (auch als Suboktavkoppel), III/I (auch als Suboktavkoppel), III/II, III/III (Sub- und Superoktavkoppeln), I/P, II/P, III/P.